# Jacky, O Urso de Tallac
Jacky, O Urso de Tallac, e também conhecido como Jackie e Jill é uma série de anime, cujo título original é Seton Dôbutsuki Kuma no ko Jakkī (シートン動物記　くまの子ジャッキー) «A fábula do filhote Jacky Seton». A série é baseada em uma história de Ernest Thompson Seton de 1904, «Monarch, the Big Bear of Tallach» (Monarca, o grande urso de Tallac). A série foi produzida pela Nippon Animation e estreou em 7 de junho de 1977. Com um total de 26 episódios tendo 26 minutos cada um.
Em Portugal a série foi emitida pela RTP em 1979 com dobragem portuguesa adaptada da dobragem espanhola com o título de Jacky, O Urso de Tallac. Mais tarde em 1997 a série foi emitida pela SIC com outra dobragem portuguesa adaptada da dobragem alemã com o título de Jacky e Jill.

## Enredo
A história se passa no ambiente natural da Serra Nevada californiana do final do século XIX e narra as aventuras de Jackie e sua irmã Jill, dois filhotes que viviam felizes na montanha Tallac, até que um disparo abate mortalmente a mãe deles, a ursa Grizzlie. Os filhotes órfãos passeiam pela floresta impotentes até encontrar Senda, um menino índio, e sua amiga Olga, filha de um fazendeiro, que adora os animais. Senda leva-los para casa e decide cuidar dos filhotes como sua própria mãe tinha feito sob a supervisão de seu pai, Kellian. Os impertinentes ursos são parte de sua nova família e uma forte ligação entre as crianças e os filhotes é criada, mas a felicidade de todos acaba quando os filhotes são roubados pelo malvado caçador Bonamy, para vender a um show de luta com cães. Jacky e Jill conseguem escapar e fazem o seu caminho de volta para casa, onde eles vão enfrentar muitos perigos. Mas eles estão longe e são forçados a hibernar sozinhos.
Um ano depois, Senda parou de procurar seus amigos e corre a notícia que apareceu um enorme urso que está matando o gado na região. Seu pai lhe informa que é possível que Jacky seja a causa, mas o garoto se recusa a acreditar que o seu amigo é um assassino e, quando um grupo de caçadores para caçar o predador se organiza, Senda vai em busca de seu amigo Jacky. Enquanto isso, Jacky e Jill conseguem voltar para sua floresta nativa. Jacky agora é um grande urso agora e tem um encontro com o urso que está matando o gado, ocorrendo uma luta feroz que Jacky é o vitorioso. Quase imediatamente o grupo de caça encontra Jacky e acreditando ser ele responsável pela morte de bezerros tentam matá-lo, mas Senda pões entre os rifles e o urso rosnando ameaçadoramente diante dos homens, que aprendera a temer. Mas quando a criança se aproxima, Jacky reconhece-o e para o espanto de todos se volta para se comportar como um ursinho manso que entende os sinais  e o chamamento do seu amigo. Finalmente, é descoberto o urso culpado, morto por Jacky, ao lado de um bezerro meio comido, o que liberta Jacky das suspeitas. A alegria do reencontro esfria quando seu pai explica a Senda que Jacky agora não pode mais ser seu animal de estimação, porque é um urso adulto que tem que viver livre na floresta. Senda, triste, despede-se de seu amigo e todos o vêm afastar-se para sempre com sua irmã Jill em direção à montanha.

## Episódios
1. O primeiro amigo.
2. Perigo na floresta.
3. A primeira lição.
4. A caça implacável.
5. O valor da mãe Grisley.
6. Adeus mãe Grisley.
7. A adoção de Jacky e de Bill.
8. O valor de Jacky.
9. O difícil papel de mãe.
10. Os dois travessos.
11. Primeiras experências.
12. A armadilha de Bonamy.
13. O enxame de vespas.
14. Um castigo justo.
15. Viagem ao Sacramento.
16. Os malvados homens do salão.
17. O incêndio.
18. Os cães de caça.
19. O novo mestre.
20. Um triste adeus.
21. O engano.
22. De volta ao lar.
23. Fogo.
24. Chega o inverno.
25. Jacky e Bill crescem.
26. Boa sorte amigos.

## Dobragem Portuguesa
- Jacky
- Nuca/Jill
- Grisle/Pinto
- Senda/Ron
- Olga/Alice
- Kellian/Keryan - Quimbé
- Tio Dimas /Rocky - Rogério Jacques
- Dobragem dirigida por: José Luiz
- Genérico da versão da RTP interpretado por: Carlos Alberto Vidal e Tozé Brito
- Genérico da versão da SIC interpretado por Nuno Barroso[1]